# سرشماری ۱۹۴۶ کانادا
سرشماری ۱۹۴۶ کانادا پنجمین و آخرین سرشماری از سری سرشماری‌های ویژه‌ای بود که توسط دولت کانادا انجام شد و استان‌های شمال غربی آلبرتا، ساسکاچوان و منیتوبا که به سرعت در حال گسترش بودند را پوشش می‌داد. این سرشماری‌ها از سال ۱۹۰۶ تا ۱۹۴۶ هر ده سال یکبار انجام می‌شدند و با تغییر سرشماری سراسری از ده ساله (هر سال منتهی به عدد ۱) به پنج‌ساله (هر سال منتهی به عدد ۱ یا ۶) در سال ۱۹۵۶ متوقف شد. این سرشماری در تاریخ ۱ ژوئن ۱۹۴۶ انجام شد.
کل جمعیت کانادا در سال ۱۹۴۶ حدود ۱۲٬۲۹۲٬۰۰۰ نفر تخمین زده شد که نسبت به سال قبل حدود ۱٫۸ درصد افزایش را نشان می‌داد.
قانون آمار کانادا تا ۹۲ سال اجازهٔ انتشار اطلاعات شخصی را نمی‌دهد. اطلاعات دقیق از این سرشماری قرار است تا سال ۲۰۳۸ منتشر شود.
سرشماری قبلی آن، سرشماری ۱۹۴۱، و سرشماری بعدی آن سرشماری ۱۹۵۱ بود.